# 미사키 나코
미사키 나코(일본어: 岬なこ, 1999년 3월 8일 ~ )는 효고현 출신의 일본 성우이자 가수로, 홀리 피크 소속이다. 러브 라이브! 슈퍼스타!!에서 치사토 아라시의 성우를 맡은 것으로 유명하다. 또한 이 시리즈의 아이돌 그룹 리엘라!의 멤버이기도 하다.
2023년 란티스와 함께 솔로 음악 데뷔를 했다.

## 작품

### TV 애니메이션
- 러브 라이브! 슈퍼스타!! 1기, 2기, 3기

### 비디오 게임
- 노부나가의 야망 시리즈

## 음반

### 앨범
- Day to You (2023)

### 싱글
- "Sweet Sign" (2023)